# 死亡公路
死亡公路（阿拉伯语：‎) 是指科威特至伊拉克的一條六车道公路，它的正式名称为80号公路。它起點位於科威特城，終點位於巴士拉。1990年，伊拉克装甲师入侵科威特時走的就是這條路。
1991年2月26日至27日夜间，從科威特撤退的伊拉克軍隊途徑80號公路時遭到美国、加拿大、英国和法国的飞机和地面部队攻擊，导致数百人死亡。位於杰赫拉以北的80号公路路段當中，至少有1,400到2,000辆汽车被炸毀或被遗弃。
海湾战争結束後該條道路重建。伊拉克战争時美国和英国军队的武裝車輛進攻伊拉克時也走過這條道路。 